# Bataille d'Orléans (1870)
Pour les articles homonymes, voir Bataille d'Orléans.
 (novembre 2013).
Guerre franco-prussienne de 1870
Batailles
- Chronologie de la guerre franco-prussienne de 1870
- Sarrebruck (08-1870)
- Wissembourg (08-1870)
- Forbach-Spicheren (08-1870)
- Wœrth (08-1870)
- Bitche (08-1870)
- Phalsbourg (08-1870)
- Borny-Colombey (08-1870)
- Strasbourg (08-1870)
- Mars-la-Tour (08-1870)
- Toul (08-1870)
- Gravelotte (08-1870)
- Metz (08-1870)
- Nouart (08-1870)
- Beaumont (08-1870)
- Noisseville (08-1870)
- Sedan (08-1870)
- Montmédy (09-1870)
- Soissons (09-1870)
- Siège de Paris et chronologie du siège (09-1870)
- Nompatelize (10-1870)
- Bellevue (10-1870)
- Châtillon (10-1870
- Châteaudun (10-1870)
- Buzenval (10-1870)
- Bourget (10-1870)
- Dijon (10-1870)
- Belfort (11-1870)
- La Fère (11-1870)
- Langres (11-1870)
- Bouvet et Meteor (navale) (11-1870)
- Coulmiers (11-1870)
- Thionville (11-1870)
- Châtillon-sur-Seine (11-1870)
- Villers-Bretonneux (11-1870)
- Beaune-la-Rolande (11-1870)
- Champigny (11-1870)
- Orléans (12-1870)
- Loigny (12-1870)
- Châteauneuf (12-1870)
- Beaugency (12-1870)
- Longeau (12-1870)
- l’Hallue (12-1870)
- Siège de Péronne (1871)
- Bapaume (01-1871)
- Villersexel (01-1871)
- Le Mans (01-1871)
- Héricourt (01-1871)
- Saint-Quentin (01-1871)
- Buzenval (01-1871)

La bataille d’Orléans et des villes de Beauce se déroula en France durant la Guerre franco-prussienne de 1870.
L'armée française y fut défaite par l'armée prussienne.

## Guerre dans la Beauce
La bataille se compose de deux mouvements bien distincts : les 11 octobre et 5 novembre 1870 avec la prise puis l'évacuation d'Orléans par le Ier corps bavarois commandé par le général von der Tann ; puis du 2 au 4 décembre 1870, alors que la IIe armée prussienne est dirigée par le prince Frédéric-Charles.
L'armée française de la Loire est sous le commandement du général en chef Louis Jean Baptiste d’Aurelle de Paladines mais les décisions stratégiques sont prises par Léon Gambetta.

## Prise d'Orléans (11 octobre)

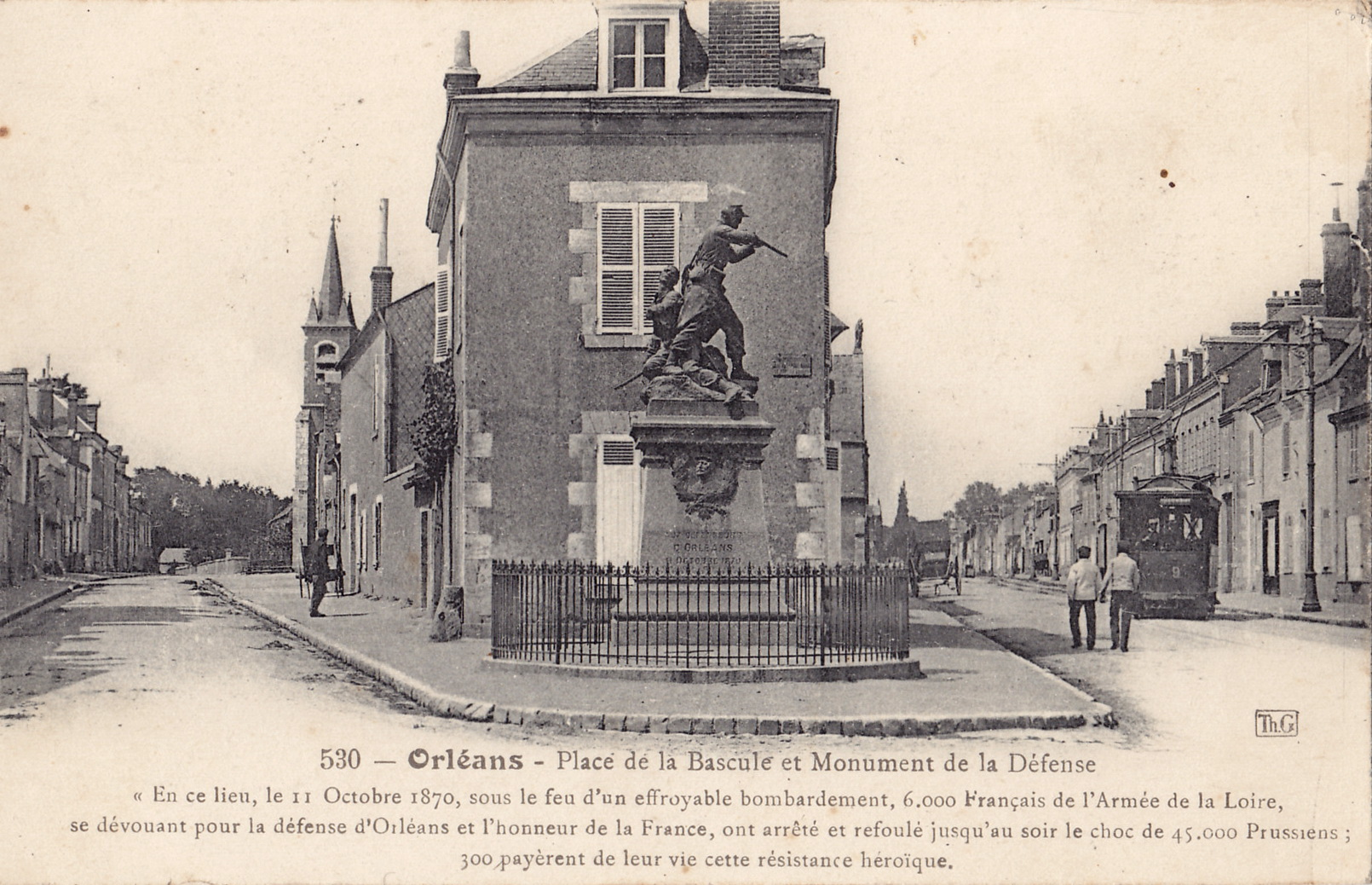
Le monument commémoratif de la bataille du 11 octobre 1870, place de la Bascule à Orléans, photographié avant la Première Guerre mondiale. Il comporte le descriptif suivant : En ce lieu, sous le feu d'un effroyable bombardement, 6.000 français de l'Armée de la Loire, se dévouant pour la défense d'Orléans et l'Honneur de la France, ont arrêté et refoulé jusqu'au soir le choc de 45.000 Prussiens : 300 payèrent de leur vie cette résistance héroïque.

À Artenay, le 10 octobre 1870, l'avant-garde française, forte de 8 000 hommes et 16 canons, rencontre l'armée prussienne, de 14 000 hommes et 100 canons. Les Français sont battus et se replient dans la forêt d'Orléans, perdant 900 hommes tués, blessés ou prisonniers, tandis que les Prussiens perdent 200 hommes.
Redoutant un combat similaire à celui du 11 octobre, les Prussiens décident de ne pas attaquer de front. Ils s'infiltrent jusqu'à La Chapelle-Saint-Mesmin et par le faubourg Bannier. À 9 heures, ils sont à Fleury-les-Aubrais. Les Prussiens envoient un parlementaire pour exiger l'occupation de la ville en menaçant de la bombarder. À 10 heures, d'Aurelle de Paladines ordonne l'évacuation de la ville.
Les combats eurent ensuite lieu dans le cadre de la bataille du Mans.
Le 9 novembre 1870, après la bataille de Coulmiers, les Bavarois évacuent Orléans.

## Orléans (2 au 4 décembre)
Après la bataille de Loigny, le général d'Aurelle décide de se retirer dans le camp retranché d'Orléans.

### Situation générale le 2 décembre au soir

#### France
Quartier général à Saran : général Louis d'Aurelle de Paladines
- 15e corps : général Charles Martin des Pallières
- 16e corps : général Alfred Chanzy
- 17e corps : général Louis-Gaston de Sonis blessé à Loigny (intérim par général Alfred Chanzy)
- 18e corps : général Jean-Baptiste Billot
- 20e corps : général Joseph Constant Crouzat

#### Royaume de PrusseRoyaume de Bavière
Quartier général à Artenay : Frédéric-Charles de Prusse
- Ier corps bavarois : général Ludwig von der Tann-Rathsamhausen
- 17e division d'infanterie : général Hermann von Tresckow
- 22e division d'infanterie : général Ludwig von Wittich
- 4e division de cavalerie : général Albert de Prusse
- 9e corps d'armée : général Gustav von Manstein
- 3e corps d'armée : général Constantin von Alvensleben
- 10e corps d'armée : général Konstantin Bernhard von Voigts-Rhetz
- 6e division de cavalerie : général Karl von Schmidt (de)
- 1re division de cavalerie : général Julius von Hartmann (de)

### Journée du 4 décembre

#### Combats de Vaumainbert et de Saint-Loup. Retraite du20ecorps
Face aux Prussiens de la 6e division et une fraction de la 5e (IIIe corps), le 38e de marche et l'infanterie de marine tiennent bon dans les tranchées qu'ils occupent.